# Воленский сельсовет (Астраханская область)
Во́ленский сельсове́т — муниципальное образование в Астраханской области Харабалинского района, административный центр — село Вольное.

## История
6 августа 2004 года в соответствии с Законом Астраханской области № 43/2004-ОЗ установлены границы муниципального образования, сельсовет наделен статусом сельского поселения.

## Население
| 2010  | 2012  | 2013  | 2014  | 2015  | 2016  | 2017  | 2018  | 2018  |
| ----- | ----- | ----- | ----- | ----- | ----- | ----- | ----- | ----- |
| 2525  | ↘2509 | ↘2478 | ↘2441 | ↗2445 | ↘2400 | ↘2389 | ↘2385 | →2385 |
| 2019  | 2020  | 2021  |       |       |       |       |       |       |
| ↗2394 | ↘2348 | ↘2278 |       |       |       |       |       |       |

## Состав сельского поселения
| № | Населённый пункт | Тип населённого пункта       | Население |
| - | ---------------- | ---------------------------- | --------- |
| 1 | Вольное          | село, административный центр | ↘2035     |
| 2 | Сероглазово      | посёлок                      | ↗490      |